# Шёхольм, Хелен
Мари Хелен Шёхольм (швед. Helen Sjöholm, произношение: [hɛˈleːn ˈɧø̌ːhɔlm]; род. 10 июля 1970) — шведская певица, актриса и артистка музыкального театра.

## Биография
Родилась в семье инженера Ганса Шёхольма и учительницы Мари-Луизы Шёхольм. Она выросла в Сундсвалле и начала петь в хоре в раннем возрасте, работая, в частности, со шведским дирижёром Челлем Лённо. К концу 80-х она гастролировала с группой Just For Fun.
Её большой прорыв произошёл в 1995 году, когда она исполнила главную роль в проекте экс-участников ABBA Бенни Андерссона и Бьорна Ульвеуса «Кристина из Дувемолы», которую она играла время от времени почти четыре года (на протяжении всей истории существования мюзикла). Minneapolis Star and Tribune в своём обзоре концертной версии мюзикла, исполненной первоначальным составом в Миннеаполисе, штат Миннесота, в 1996 году, охарактеризовал её как экстраординарную (14 октября 1996 года, стр. 05B). В 1998 году она сыграла Ходел в «Скрипаче на крыше». В 2000 году она вернулась в Музыкальный театр Мальмё, чтобы сыграть роль Фантины в «Отверженных», а в 2002 году она исполнила роль Флоренс в реконструированной шведской постановке «Шахмат» вместе с оригинальной лондонской звездой Томми Кёрбергом в роли Анатолия. Покинув этот спектакль после закрытия в 2003 году, Хелен приняла участие в «Чинаревине», ревю, в котором снимались многие известные шведские исполнители, в том числе Магнус Херенстам, Лассе Бергхаген, Лоа Фалькман, Сиссела Кайл и она сама.
Сьохолм замужем за звукорежиссёром Давидом Грандицким с 26 августа 2006 года. У них трое детей.